# (196005) Róbertschiller
(196005) Róbertschiller, désignation internationale (196005) Robertschiller, est un astéroïde de la ceinture principale.

## Description
(196005) Robertschiller est un astéroïde de la ceinture principale. Il fut découvert le 12 septembre 2002 à Piszkesteto par Krisztián Sárneczky. Il présente une orbite caractérisée par un demi-grand axe de 3,20 UA, une excentricité de 0,10 et une inclinaison de 6,0° par rapport à l'écliptique.

## Compléments